# لئون آندریاسن
لئون آندریاسن (انگلیسی: Leon Andreasen؛ زادهٔ ۲۳ آوریل ۱۹۸۳) بازیکن فوتبال اهل دانمارک است که در پست مدافع و هافبک بازی می‌کرد.
از باشگاه‌هایی که در آن بازی کرده‌است می‌توان به وردر برمن، باشگاه فوتبال فولام، باشگاه فوتبال آرهوس، ماینتس ۰۵، هانوفر ۹۶، هانوفر ۹۶، تیم ملی فوتبال دانمارک، و ماینتس ۰۵ اشاره کرد.